# Newark Bay
Die Newark Bay ist eine Bucht am südöstlichen Ende des Gebirgskamms Fanning Ridge an der Südküste Südgeorgiens.
Wahrscheinlich wurde sie 1819 vom deutschbaltischen Seefahrer Fabian Gottlieb von Bellingshausen bei seiner von 1819 bis 1821 dauernden Antarktisexpedition gesichtet, auf dessen Karte Südgeorgiens eine Bucht mit der ungefähren Position der Newark Bay eingezeichnet ist. Die Benennung geht ungefähr auf das Jahr 1927 zurück.